# Blastobasis tarda
Blastobasis tarda là một loài bướm đêm thuộc họ Blastobasidae. Nó được tìm thấy ở Queensland và New South Wales, cũng như New Zealand.
Sải cánh dài khoảng 15 mm. 
aler và narrower và have fringes along the costa và even longer ones along the inner margin. Adults are sexually dimorphic.